# Шостак Василь Григорович
Василь Григорович Шостак (? — † 1862)- одеський історик
Історик — аматор, поміщик, член «Общества сельского хозяйства Южной России», автор численних публікацій в «Записках» цього товариства. Дійсний член «Одесского общества истории и древностей». У 1849 переклав та переробив двотомний французький твір з історії середньовічної торгівлі на Чорному морі, який надрукував власним коштом у 1850.

## Праці
- История черноморской торговли в средних веках, изданная Василием Шостаком. — Одесса, 1850. — Ч.1, 2.